# Nils Larsson i Klagstorp
Nils Larsson (i riksdagen kallad Larsson i Klagstorp), född 15 oktober 1870 Klagstorp i Näsums socken, död där 11 september 1952, var en svensk lantbrukare och politiker (liberal).
Nils Larsson var lantbrukare i Klagstorp i Näsum, där han också var kommunalt verksam. Han hade även förtroendeuppdrag i den lokala bonderörelsen.
Han var riksdagsledamot i andra kammaren 1906–1913, fram till 1911 för Villands härads valkrets och från 1912 för Kristianstads läns sydöstra valkrets. I riksdagen tillhörde han som kandidat för Frisinnade landsföreningen dess riksdagsparti Liberala samlingspartiet. Han var bland annat ledamot i bevillningsutskottet 1912–1913. I riksdagen engagerade han sig bland annat för sänkta tullar.